# Jan-Eric Karlzon
Jan-Eric Karlzon, folkbokförd Jan Eric Åke Karlsson Kröning, ursprungligen Andersson, född 30 november 1948 i Karlskoga församling, Örebro län,  är en svensk sångare, låtskrivare och musiklärare. Han har bland annat skrivit dansbandslåten "Jag vill vara din, Margareta", som Sten & Stanley spelade in och noterades för en framgång med 1976. 1987 deltog han i Melodifestivalen med melodin Flyktingen, som slogs ut i första omgången. Han kom senare att arbeta som musiklärare på en rad olika skolor i Örebro, bland annat på Vivallaskolan, och Kungsbacka, däribland Bukärrsskolan, och är bosatt i Särö i Kungsbacka kommun.

### Fotnoter
1. ↑  Sveriges befolkning 1950, Arkiv Digital.
2. ↑  Sökning på Ratsit 15 augusti 2023.
3. ↑  Sveriges befolkning 2000, Sveriges Släktforskarförbund.
4. 1 2  Karin Wik (15 oktober 2003). ”Jan-Eric skriver åt Sten & Stanley igen” (på svenska). Expressen. https://www.expressen.se/noje/musik/jan-eric-skriver-at-sten--stanley-igen/. Läst 6 mars 2020.